# Глод (Марамуреш)
Глод (рум. Glod) — село у повіті Марамуреш в Румунії. Входить до складу комуни Стримтура.
Село розташоване на відстані 397 км на північ від Бухареста, 38 км на схід від Бая-Маре, 111 км на північ від Клуж-Напоки.

## Населення
За даними перепису населення 2002 року у селі проживала 701 особа, усі — румуни. Усі жителі села рідною мовою назвали румунську.